# Virsbo station

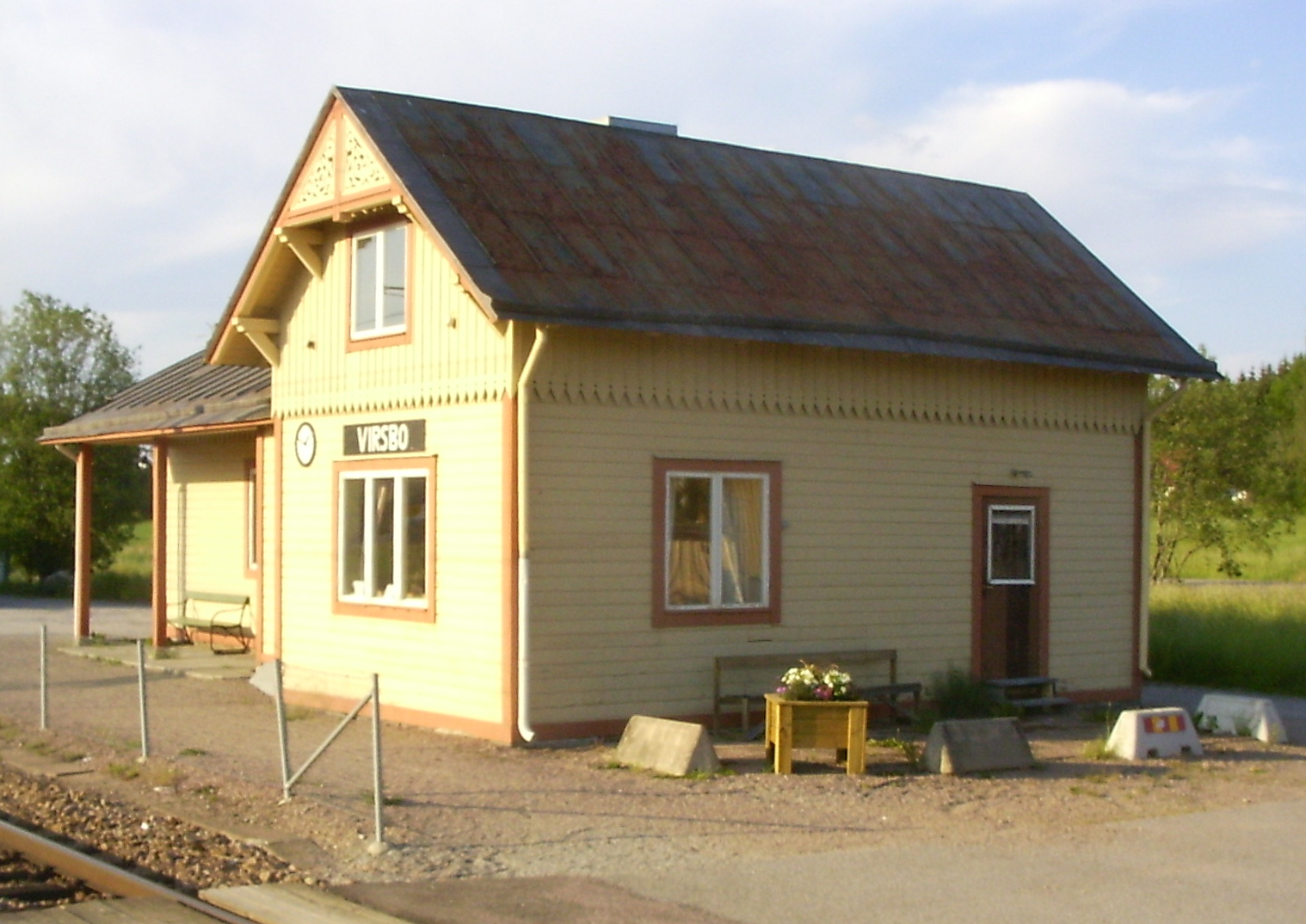
Järnvägsstationen

Virsbo station öppnades 1 april 1879  vid Stockholm–Västerås–Bergslagens Järnvägar, numera benämnd Bergslagspendeln, nordost om Virsbosjön och öster om Virsbo bruk och strax norr om byn Gammelby. Stationens namn var till 1891 Nordanö.

## Tätorten
1960 avgränsade SCB en tätort i anslutning till stationen, åtskild från tätorten Virsbo bruk västerut. Den hade 246 invånare inom Ramnäs landskommun. 1970 hade tätorten vuxit samman med Virsbo bruks tätort, och bildade då den nya tätorten Virsbo.
Från 2015 avgränsar SCB här en småort, kallad Gammelby..